# 新軽井沢駅
新軽井沢駅（しんかるいざわえき）は、かつて長野県北佐久郡軽井沢町大字軽井沢にあった草軽電気鉄道の駅（廃駅）である。国鉄軽井沢駅のすぐ側にあり、草軽電気鉄道の起点であるとともに国鉄信越線との乗換駅だった。

## 歴史
- 1915年（大正4年）7月22日：当駅 - 小瀬（後の小瀬温泉）間開業に伴い、草津軽便鉄道の駅として開業[1][2]。
- 1924年（大正13年）2月15日：草津電気鉄道に社名変更。同社の駅となる。
- 1939年（昭和14年）4月28日：草軽電気鉄道に社名変更。同社の駅となる。
- 1960年（昭和35年）4月25日：当駅 - 上州三原間廃止により廃駅となる[2]。

## 駅構造
地上駅。駅舎は2階建てとなっていた。

## 駅周辺
- 草軽交通本社
- 軽井沢駅
- 旧軽井沢駅舎記念館 - デキ12形電気機関車「デキ13」が展示されている。
- 長野県道133号旧軽井沢軽井沢停車場線（三笠通り）
- 国道18号

## 駅跡

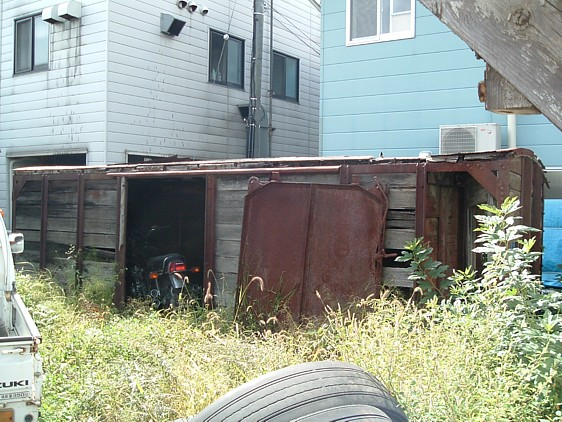
草軽交通本社整備工場の片隅で物置として使われている貨車、コワフ104

現在は草軽交通本社が建っており、本社整備工場敷地内（旧草軽電鉄車庫跡）に旧プラットホームの屋根が移築されている。また、コワフ100形有蓋車「コワフ104」が保存されている。

## 隣の駅
草軽電気鉄道
草軽電気鉄道線
新軽井沢駅 - 旧軽井沢駅